# Draft de la NBA de 1968
El Draft de la NBA de 1968 fue el vigesimosegundo draft de la National Basketball Association (NBA). El draft se celebró el 3 de abril y 8 de mayo de 1968 antes del comienzo de la temporada 1968-69.
En este draft, catorce equipos de la NBA seleccionaron a jugadores amateurs del baloncesto universitario. Los jugadores que hubiesen terminado el periplo universitario de cuatro años estaban disponibles para ser seleccionados. Si un jugador abandonaba antes la universidad, no podía ser escogido en el draft hasta que su clase se graduase. Las dos primeras elecciones del draft correspondieron a los equipos que finalizaron en la última posición en cada división, con el orden determinado por un lanzamiento de moneda. San Diego Rockets ganó el primer puesto del draft, mientras que Baltimore Bullets fue premiado con la segunda elección. Los demás equipos seleccionaron en orden inverso al registro de victiorias-derrotas en la temporada anterior. Los seis equipos que tuvieron el mejor récord en la temporada anterior no fueron premiados con elecciones de segunda ronda.
Dos franquicias en expansión, Milwaukee Bucks y Phoenix Suns, participaron en el Draft de la NBA por primera vez y se les asignaron la séptima y octava elección en la primera ronda, junto con las dos últimas elecciones de cada ronda posterior. St. Louis Hawks se trasladó a Atlanta (Georgia) y se convirtió en Atlanta Hawks antes del comienzo de la temporada. El draft consistió de veintiún rondas y 214 jugadores fueron seleccionados.

## Selecciones y notas del draft
Elvin Hayes, de la Universidad de Houston, fue seleccionado en la primera posición del draft por San Diego Rockets. Wes Unseld, de la Universidad de Louisville, fue escogido en la segunda posición por Baltimore Bullets y ganó el Rookie del Año de la NBA y el MVP de la Temporada de la NBA en su primera temporada, convirtiéndose en el segundo jugador en ganar ambos premios en la historia, tras Wilt Chamberlain en 1960. Hayes y Unseld fueron incluidos posteriormente en el Basketball Hall of Fame, y fueron nombrados entre los 50 mejores jugadores en la historia de la NBA en 1996. Hayes y Unseld ganaron el campeonato de la NBA con Baltimore Bullets en 1978. En las Finales, Unseld fue nombrado MVP de las Finales de la NBA. Unseld, que pasó sus trece años de carrera en los Bullets, fue incluido en el mejor quinteto de la NBA en una ocasión y en cinco All-Star Game de la NBA, mientras que Hayes formó parte del mejor quinteto en seis años y disputó doce All-Star Games. Bob Kauffman, la tercera elección, es el otro jugador de este draft que participó en al menos un All-Star Game.
Unseld trabajó como entrenador tras su carrera como jugador, y dirigió a Washington Bullets durante siete campañas. Otros dos jugadores del draft también se convirtieron en entrenadores: la duodécima elección Don Chaney y la septuagésimo novena Rick Adelman. Chaney entrenó a cuatro equipos de la NBA y fue nombrado Entrenador del Año de la NBA en 1991 con Houston Rockets. Adelman dirigió a otros cuatro equipos de la NBA, el más reciente los Rockets. Perdió las Finales de la NBA en dos ocasiones con Portland Trail Blazers en 1990 y 1992.

## Leyenda
|  | Denota jugador miembro del Basketball Hall of Fame                   |
|  | Denota jugador que ha sido seleccionado al menos en un All-Star Game |
|  | Denota jugador que nunca ha jugado en la NBA                         |

## Draft

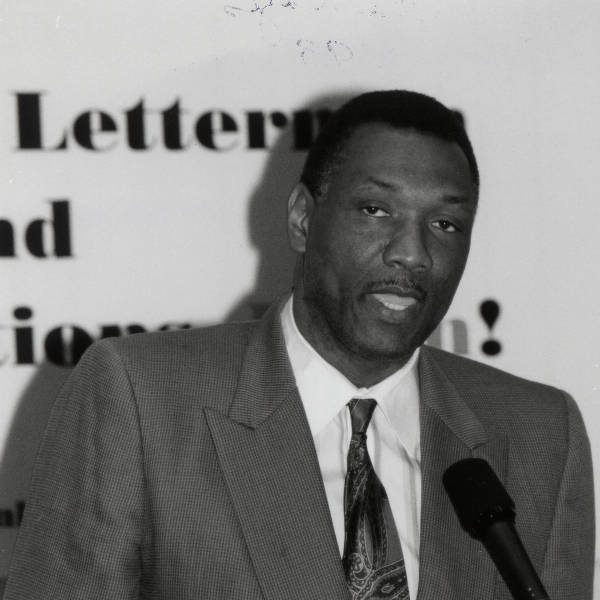
Elvin Hayes, la 1.ª elección.

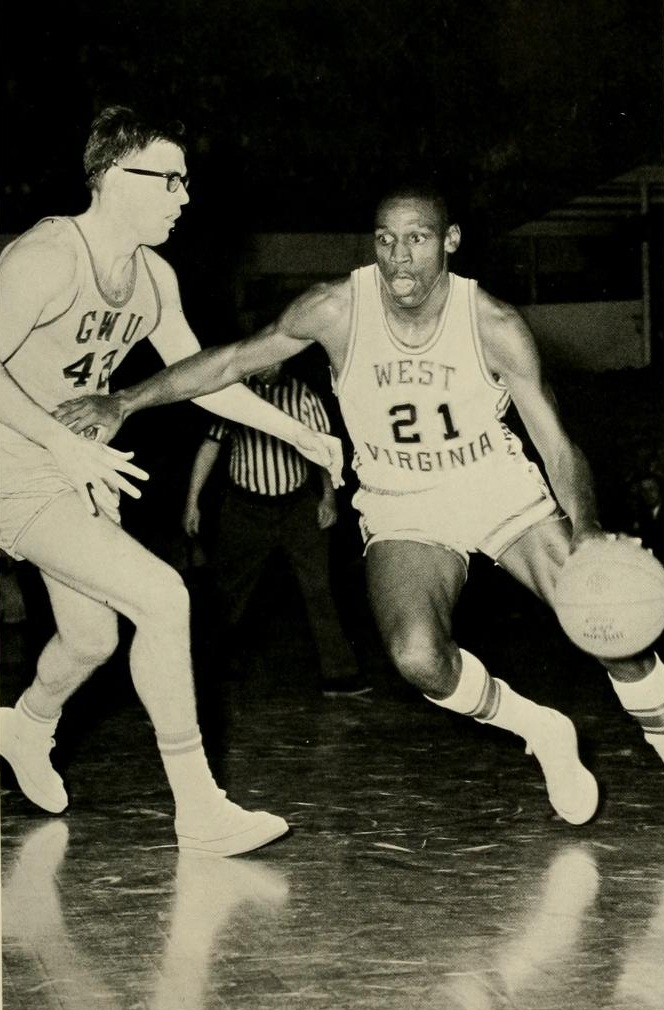
Ron Williams, la 9.ª elección.

| Ronda | Pick | Jugador         | Posición | Nacionalidad   | Equipo                           | Universidad        |
| ----- | ---- | --------------- | -------- | -------------- | -------------------------------- | ------------------ |
| 1     | 1    | Elvin Hayes     | F/C      | Estados Unidos | San Diego Rockets                | Houston            |
| 1     | 2    | Wes Unseld      | F/C      | Estados Unidos | Baltimore Bullets                | Louisville         |
| 1     | 3    | Bob Kauffman    | F/C      | Estados Unidos | Seattle SuperSonics              | Guilford           |
| 1     | 4    | Tom Boerwinkle  | C        | Estados Unidos | Chicago Bulls                    | Tennessee          |
| 1     | 5    | Don Smith       | F/C      | Estados Unidos | Cincinnati Royals                | Iowa State         |
| 1     | 6    | Otto Moore      | F/C      | Estados Unidos | Detroit Pistons                  | Pan American       |
| 1     | 7    | Charlie Paulk   | F/C      | Estados Unidos | Milwaukee Bucks                  | Northeastern State |
| 1     | 8    | Gary Gregor     | F/C      | Estados Unidos | Phoenix Suns                     | South Carolina     |
| 1     | 9    | Ron Williams    | G        | Estados Unidos | San Francisco Warriors           | West Virginia      |
| 1     | 10   | Bill Hosket     | F/C      | Estados Unidos | New York Knicks                  | Ohio State         |
| 1     | 11   | Bill Hewitt     | F        | Estados Unidos | Los Angeles Lakers               | USC                |
| 1     | 12   | Don Chaney      | G        | Estados Unidos | Boston Celtics                   | Houston            |
| 1     | 13   | Skip Harlicka   | G        | Estados Unidos | Atlanta Hawks                    | South Carolina     |
| 1     | 14   | Shaler Halimon  | G/F      | Estados Unidos | Philadelphia 76ers               | Utah State         |
| 2     | 15   | John Trapp      | F        | Estados Unidos | San Diego Rockets                | Nevada Southern    |
| 2     | 16   | Art Harris      | G        | Estados Unidos | Seattle SuperSonics              | Stanford           |
| 2     | 17   | Loy Petersen    | G        | Estados Unidos | Chicago Bulls                    | Oregon State       |
| 2     | 18   | Bob Quick       | G/F      | Estados Unidos | Baltimore Bullets                | Xavier (OH)        |
| 2     | 19   | Ron Dunlap      | C        | Estados Unidos | Chicago Bulls (desde Cincinnati) | Illinois           |
| 2     | 20   | Manny Leaks     | F/C      | Estados Unidos | Detroit Pistons                  | Niagara            |
| 2     | 21   | Dick Cunningham | C        | Estados Unidos | Phoenix Suns                     | Murray State       |
| 2     | 22   | Gene Moore      | F/C      | Estados Unidos | Milwaukee Bucks                  | Saint Louis        |

## Otras elecciones
La siguiente lista incluye otras elecciones de draft que han aparecido en al menos un partido de la NBA.
| Ronda | Pick | Jugador          | Posición | Nacionalidad   | Equipo                            | Universidad          |
| ----- | ---- | ---------------- | -------- | -------------- | --------------------------------- | -------------------- |
| 3     | 23   | Stu Lantz        | G        | Estados Unidos | San Diego Rockets                 | Nebraska             |
| 3     | 27   | Pat Frink        | G        | Estados Unidos | Cincinnati Royals                 | Colorado             |
| 3     | 28   | Fred Foster      | F        | Estados Unidos | Cincinnati Royals (desde Detroit) | Miami (OH)           |
| 3     | 30   | Don May          | F        | Estados Unidos | New York Knicks                   | Dayton               |
| 3     | 31   | Dave Newmark     | C        | Estados Unidos | Chicago Bulls (desde Los Angeles) | Columbia             |
| 3     | 32   | Garfield Smith   | F/C      | Estados Unidos | Boston Celtics                    | Eastern Kentucky     |
| 3     | 35   | Sam Williams     | G        | Estados Unidos | Milwaukee Bucks                   | Iowa                 |
| 4     | 37   | Harry Barnes     | F        | Estados Unidos | San Diego Rockets                 | Northeastern         |
| 4     | 39   | Mike Lynn        | F        | Estados Unidos | Chicago Bulls                     | UCLA                 |
| 4     | 42   | Rich Niemann     | C        | Estados Unidos | Detroit Pistons                   | Saint Louis          |
| 4     | 45   | Ed Biedenbach    | G        | Estados Unidos | Los Angeles Lakers                | North Carolina State |
| 4     | 46   | Rich Johnson     | C        | Estados Unidos | Boston Celtics                    | Grambling            |
| 4     | 49   | Rich Jones       | F/C      | Estados Unidos | Phoenix Suns                      | Memphis State        |
| 4     | 50   | Greg Smith       | F        | Estados Unidos | Milwaukee Bucks                   | Western Kentucky     |
| 5     | 52   | Al Hairston      | G        | Estados Unidos | Seattle SuperSonics               | Bowling Green        |
| 5     | 57   | Jim Eakins       | C        | Estados Unidos | San Francisco Warriors            | Brigham Young        |
| 6     | 70   | Wally Anderzunas | F/C      | Estados Unidos | Detroit Pistons                   | Creighton            |
| 6     | 71   | Bob Allen        | F        | Estados Unidos | San Francisco Warriors            | Marshall             |
| 6     | 76   | Chuck Williams   | G        | Estados Unidos | Philadelphia 76ers                | Colorado             |
| 6     | 77   | Rod Knowles      | F/C      | Estados Unidos | Phoenix Suns                      | Davidson             |
| 7     | 79   | Rick Adelman     | G        | Estados Unidos | San Diego Rockets                 | Loyola (CA)          |
| 8     | 96   | Barry Orms       | G        | Estados Unidos | Baltimore Bullets                 | Saint Louis          |
| 10    | 122  | Joe Kennedy      | F        | Estados Unidos | Seattle SuperSonics               | Duke                 |
| 10    | 131  | Dwight Waller    | F        | Estados Unidos | Atlanta Hawks                     | Tennessee State      |
| 11    | 136  | Jim Marsh        | F        | Estados Unidos | Seattle SuperSonics               | USC                  |
| 11    | 147  | Ron Boone        | G/F      | Estados Unidos | Phoenix Suns                      | Idaho State          |
| 13    | 162  | Bud Ogden        | F        | Estados Unidos | Seattle SuperSonics               | Santa Clara          |
| 13    | 163  | Herm Gilliam     | G/F      | Estados Unidos | Chicago Bulls                     | Purdue               |
| 15    | 187  | Johnny Baum      | F        | Estados Unidos | Los Angeles Lakers                | Temple               |
| 17    | 202  | Milt Williams    | G        | Estados Unidos | New York Knicks                   | Lincoln (MO)         |

## Traspasos
1. ↑  El 20 de octubre 1967, Chicago Bulls adquirió a Flynn Robinson, elecciones de segunda ronda del draft de 1968 y 1969 de Cincinnati Royals a cambio de Guy Rodgers.[16][17] Los Bulls utilizaron esta elección para seleccionar a Ron Dunlap.
2. ↑  El 27 de noviembre de 1967, Cincinnati Royals adquirió una elección de tercera ronda de Detroit Pistons a cambio de Len Chappell.[18][19] Los Royals utilizaron esta elección para seleccionar a Fred Foster.
3. ↑  El 9 de enero de 1968, Chicago Bulls adquirió a Jim Barnes y una elección de tercera ronda de Los Angeles Lakers a cambio de Erwin Mueller.[17][20] Los Bulls utilizaron esta elección para seleccionar a Dave Newmark.